# Yann Karamoh
Yann Karamoh (Abidjan, 8 juli 1998) is een Frans voetballer die doorgaans als vleugelspeler speelt. Hij verruilde Internazionale in juli 2020 voor Parma, dat hem in het voorgaande seizoen al huurde.

## Clubcarrière
Karamoh speelde in de jeugd bij Racing Club de France en SM Caen. Hij tekende op 7 december 2015 zijn eerste profcontract en ging voor het tweede team van Caen spelen, in de CFA 2. Hij maakte op 13 augustus 2016 zijn debuut in de Ligue 1, tegen FC Lorient. Karamoh maakte op 21 september 2016 zijn eerste competitietreffer, tegen Angers SCO.

## Clubstatistieken
| Seizoen | Club             | Competitie | Competitie | Competitie | Beker | Beker | Internationaal | Internationaal | Totaal | Totaal |
| Seizoen | Club             | Competitie | Wed.       | Dlp.       | Wed.  | Dlp.  | Wed.           | Dlp.           | Wed.   | Dlp.   |
| ------- | ---------------- | ---------- | ---------- | ---------- | ----- | ----- | -------------- | -------------- | ------ | ------ |
| 2016/17 | SM Caen          | Ligue 1    | 35         | 5          | 1     | 0     | —              | —              | 36     | 5      |
| 2017/18 | → Internazionale | Serie A    | 5          | 1          | 1     | 0     | —              | —              | 6      | 1      |
| Totaal  | Totaal           | Totaal     | 40         | 6          | 2     | 0     | 0              | 0              | 42     | 6      |

Bijgewerkt t/m 12 februari 2018

## Interlandcarrière
Karamoh kwam uit voor diverse Franse nationale jeugdteams.